# Valeri Belenki
Valeri Vladimirovitsj Belenki (Russisch: Валерий Владимирович Беленький) (Bakoe, 5 september 1969) is een Sovjet-Azerbeidzjaans Duits turner.
Belenki werd met het Sovjet-team in 1991 wereldkampioen en individueel op het paard voltige. Een jaar later werd Belenki met het Gezamenlijk team olympisch kampioen in de landenwedstrijd en won de bronzen medaille op de meerkamp. Na het uitvallen van de Sovjet-Unie had Belenki zijn nieuwe land Azerbeidzjan geen turnfederatie en maakte in 1994 de overstap naar Duitsland. In 1997 werd Belenki wereldkampioen op paard voltige.

## Resultaten

### Olympische Zomerspelen
| Jaar | Plaats    | Resultaten                                                                                  |
| ---- | --------- | ------------------------------------------------------------------------------------------- |
| 1992 | Barcelona | in de landenwedstrijd in de meerkamp 5e aan de rekstok 5e aan de ringen 7e op paard voltige |
| 1996 | Atlanta   | 6e in de meerkamp 7e in de landenwedstrijd                                                  |

### Wereldkampioenschappen turnen
| Jaar | Plaats       | Resultaten                                                     |
| ---- | ------------ | -------------------------------------------------------------- |
| 1991 | Indianapolis | in de landenwedstrijd · op paard voltige                       |
| 1992 | Parijs       | aan de brug · 9e op paard voltige                              |
| 1993 | Birmingham   | aan de brug · 8e op sprong                                     |
| 1994 | Brisbane     | aan de ringen · 4e in de meerkamp · 7e op paard voltige        |
| 1994 | Dortmund     | 5e in de landenwedstrijd                                       |
| 1995 | Sabae        | 5e in de meerkamp                                              |
| 1996 | San Juan     | 7e op sprong 8e aan de rekstok                                 |
| 1997 | Lausanne     | op paard voltige · 4e aan de ringen · 6e in de landenwedstrijd |
| 1998 | Tianjin      | 6e op paard voltige                                            |

1904: Grieb, Hess, Heida, Kassell, Lenhart, Reckeweg ·
1908: Åsbrink, Bertilsson, Cedercrona, Cervin, Degermark, Folcker, Forssman, Granfelt, Hårleman, Hellsten, Höjer, Holmberg, Holmberg, Holmberg, Jahnke, Jarlén, Johnsson, Johnsson, von Kantzow, Landberg, Lanner, Ljung, Moberg, Norberg, Norberg, Norberg, Norling, Norling, Olson, Peterson, Rosén, Rosenquist, Sjöblom, Sörvik, Sörvik, Svensson, Vingqvist, Widforss ·
1912: Bianchi, Boni, Braglia, Domenichelli, Fregosi, Gollini, Loi, Maiocco, Mangiante, Mangiante, Mazzarocchi, Romano, Salvi, Savorini, Tunesi, Zampori, Zanolini, Zorzi ·
1920: Andreoli, Bellotto, Bianchi, Bonatti, Cambiaso, Contessi, Costigliolo, Costigliolo, Domenichelli, Ferrari, Fregosi, Ghiglione, Levati, Loi, Lucchetti, Maiocco, Mandrini, Mangiante, Marovelli, Mastromarino, Paris, Pastorini, Roselli, Salvi, Tubino, Zampori, Zorzi ·
1924: Cambiaso, Lertora, Lucchetti, Maiocco, Mandrini, Martino, Paris, Zampori ·
1928: Grieder, Güttinger, Hänggi, Mack, Miez, Pfister, Steinemann, Wezel ·
1932: Capuzzo, Guglielmetti, Lertora, Neri, Tognini ·
1936: Beckert, Frey, Schwarzmann, Stadel, Stangl, Steffens, Volz, Winter ·
1948: Aaltonen, Huhtanen, Laitinen, Rove, Saarvala, Salmi, Savolainen, Teräsvirta ·
1952: Beljakov, Berdijev, Korolkov, Leonkin, Moeratov, Perelman, Sjaginjan, Tsjoekarin ·
1956: Azarjan, Moeratov, Sjachlin, Stolbov, Titov, Tsjoekarin ·
1960: Aihara, Endo, Mitsukuri, Ono, Takemoto, Tsurumi ·
1964: Endo, Hayata, Mitsukuri, Ono, Tsurumi, Yamashita ·
1968: Endo, S. Kato, T. Kato, Kenmotsu, Nakayama, Tsukahara ·
1972: Kasamatsu, Kato, Kenmotsu, Nakayama, Okamura, Tsukahara ·
1976: Fujimoto, Igarashi, Kajiyama, Kato, Kenmotsu, Tsukahara ·
1980: Andrianov, Azarjan, Ditjatin, Makoets, Markelov, Tkatsjov ·
1984: Conner, Daggett, Gaylord, Hartung, Johnson, Vidmar ·
1988: Artemov, Bilozertsjev, Gogoladze, Charkow, Ljoekin, Novikov ·
1992: Belenki, Korobtsjinski, Misjoetin, Sjaripov, Tsjerbo, Voropajev ·
1996: Sergei Charkow, Krjoekov, Nemov, Podgorny, Troesj, Vasilenko, Voropajev ·
2000: Huang, Li, Xiao, Xing, Yang, Zheng ·
2004: Kashima, Mizutori, Nakano, Tomita, Tsukahara, Yoneda ·
2008: Chen, Huang, Li, Xiao, Yang, Zou ·
2012: Chen, Feng, Guo, Zhang, Zou ·
2016: Katō, Shirai, Tanaka, Uchimura, Yamamuro ·
2020: Abljazin, Beljavskij, Dalalojan, Nagorny ·
2024: Hashimoto, Kaya, Oka, Sugino, Tanigawa
- Gemeinsame Normdatei: 1156813387
- Virtual International Authority File: 3497152502967510800005